# Islas del Cisne
Las islas Santanilla o Islas del Cisne (inglés: Santinilla Islands o Swan Islands) forman un archipiélago con un área aproximada de 8 km² de superficie, que se encuentra localizado en la parte noroeste del mar Caribe, a unos 200 km de tierra firme de Honduras, a 17º4' de latitud norte y 83º93' de longitud oeste, con una altitud de 9 pies (≃ 3 m) sobre el nivel del mar. Las islas son parte del territorio de la República de Honduras en Centroamérica. No existe ningún sistema regular de comunicaciones entre la isla y el continente. 
El archipiélago está formado por tres islas: Cisne Grande con 5.5 km², Cisne Pequeño con 2.5 km² y el Cayo Pájaro Bobo (Booby Cay) con menos de 0.01 km². Las islas están deshabitadas a excepción de una pequeña guarnición naval hondureña permanente estacionada en la isla Gran Cisne que mantiene el aeropuerto de las Islas del Cisne.

## Ubicación geográfica

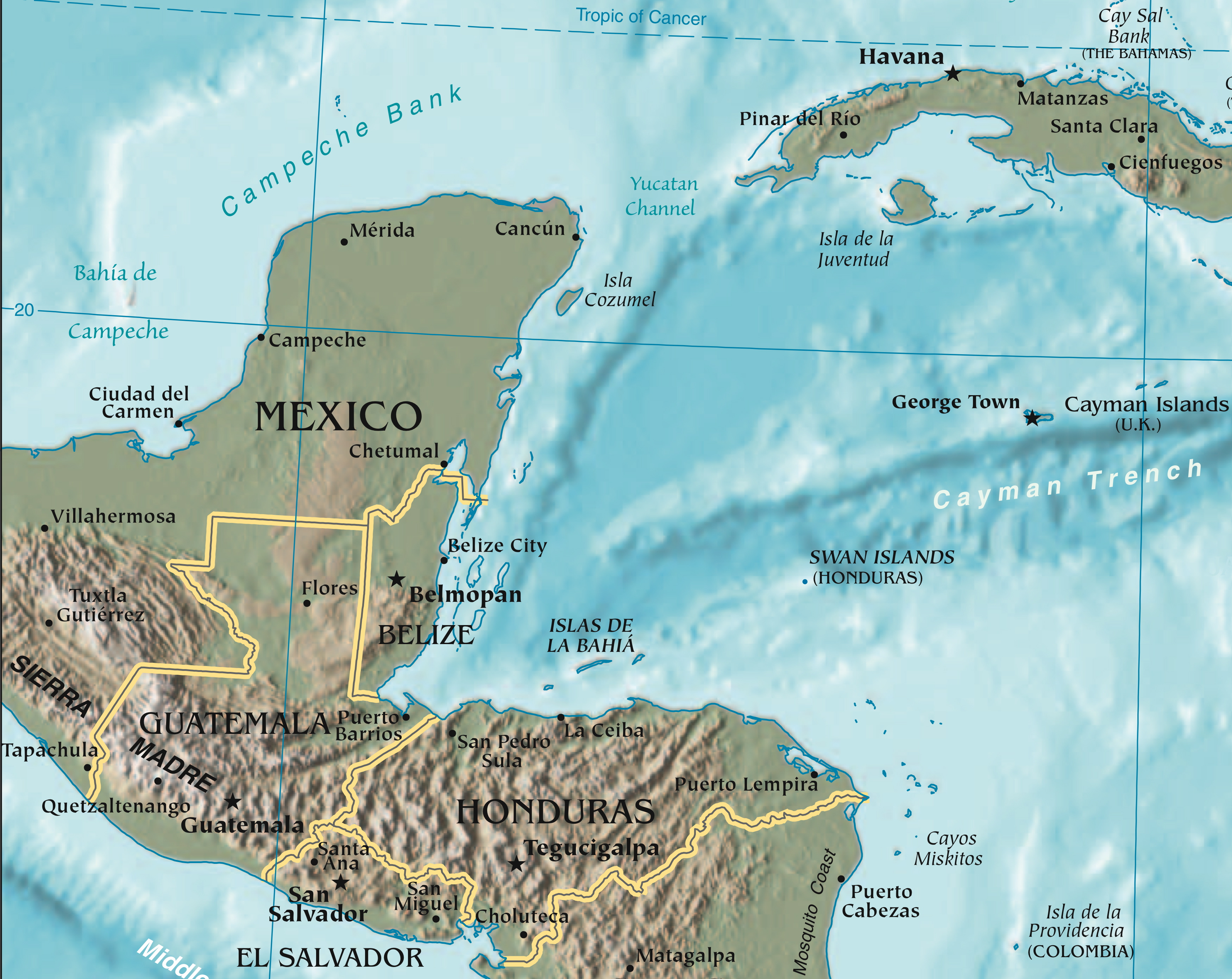
Mapa de la zona, las islas del Cisne en inglés se las conoce como "Swan Islands".

- Norte = Fosa de las Caimán; Bancos Oceánicos del Caribe Hondureño Norte; Cuba
- Noroeste = Extremo Occidental de Cayman Ridge; México
- Noreste = Islas Caimán; Jamaica
- Oeste = Lighthouse Reef de Belice
- Este = Bancos Oceánicos del Caribe Hondureño Oriental
- Sur = Departamento de Gracias a Dios
- Suroeste = Guanaja
- Sureste = Cayos Misquitos (Honduras)

Abogado Agustín Córdoba Rodríguez (Isla Santanilla o del Cisne)

Abogado Agustín Córdoba Rodríguez (Isla Santanilla o del Cisne) se encuentra en Honduras , ha sido designado como Parque Nacional Marino a nivel Nacional en 1991 . Tiene una extensión de 486,52 km2 y está gestionado por el ICF

Sistema Arrecifal Mesoamericano

La última subregión, el océano abierto, incluye las aguas pelágicas desde el contorno de 1.000 m hasta las Islas Cisne de Honduras y luego hacia el norte a través de la Fosa de las Caimán hasta los bancos sumergidos de Rosaria y Misteriosa. Estas aguas son hábitat de peces como la caballa, el pez rey, el bonito, diversos atunes, el marlín azul y el tiburón ballena, entre muchos otros. Las fuertes corrientes del oeste traen larvas a la región desde fuentes aguas arriba en el Caribe central y sur y eventualmente las transportan al Golfo de México y los Cayos de Florida.29, 30 En este sentido, el valor ecológico y biológico de la región de la Barrera de Coral Mesoamericana se extiende mucho más allá del arrecife mismo

### Relieve costero

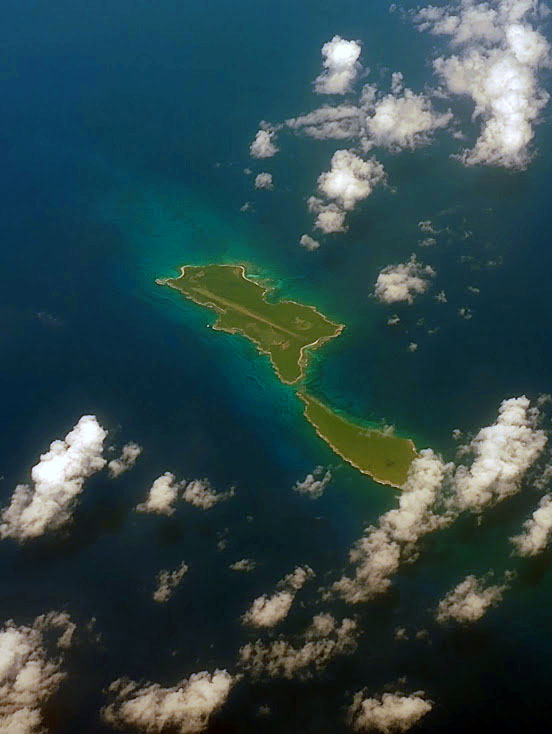
Imagen aérea de las islas

El relieve costero de las islas del cisne esta compuesto por: 
- Isla Cisne Mayor o Grande

| Noroeste: Foster Point; James Point (arrecife coralino alrededor) y James Bay.   | Norte: North Beach y Fowlers Point (arrecife coralino alrededor) y Fowlers Bay. | Nordeste: Goats Point y Blowing Rock.               |
| Oeste: Sam Cook Point and Mack Point.                                            |                                                                                 | Este: Jacobson's Bay (arrecife coralino alrededor). |
| Suroeste: Booby Point (por Cay Booby); Buffalo Point (embarcadero) y Harbor Bay. | Sur: Smith Bay; Bultonwood Bay; Emerson Bay y Goats Bay.                        | Sureste: Jim Duff Hole y Dillard Bay.               |

- Isla Cisne Menor o pequeña

| Noroeste: Acantilado. | Norte: Acantilado. | Nordeste: Sandy Beach.                                    |
| Oeste: Acantilado.    |                    | Este: Steamer Head Rock y una pila de mar/columna rocosa. |
| Suroeste: Acantilado. | Sur: Acantilado.   | Sureste: Acantilado.                                      |

En las islas se encuentran también formaciones de acantilado, farallónes, promontorio y  bufadero. Muchas de las costas sufren de las fuerzas erosivas, por lo que sus costas erosivas forman una costa denticulada, por lo que requiere implementar medidas para mitigar la erosión costera.  Las aguas costeras de la isla albergan un saludable arrecife de coral, cadenas de algas marinas o sargazo  y praderas de pastos marinos.
- Playas

Sus costas más comunes son costas rocosas (con afloramiento rocoso) y costa de acantilados, pero también se encuentran costas arenosas, como:
- Playa en Fowler's Bay
- Playa en Smith Bay
- Playa en Jacobson's Bay
- Playa entre Sam Cook
- Playa entre Sam Cook Point y Buffalo Point (muelle de cabotaje)
- Wepa Beach

Aunque requieren un acondicionamiento para ser más propicios como playa y una planificación de uso sostenible (Green Key International, Green Key Global y Bandera azul).

### Cuerpos de agua
Lagunas de invierno (estacionales de inverno), cuenca arreica o pantanos secos (humedal estacional o intermitente).
- Isla Cisne Mayor o Grande
  - Laguna albufera, cercana a Buffalo Point.
  - Lagunas interiores.
    - 1 Suroeste, cercano a Harbor Bay.
    - 2 Noroeste, cercano a James Point.
      - 1 cercano al litoral entre Foster Point y James Point.
      - 1 cercano a James Bay.

    - 1 Sur, cercana a Bultonwood Bay.

## Historia
- ∼1505 - descubierto por el Capitán General Diego Porras.
- 1574 - reconocida por el cosmógrafo Juan López de Velasco.
- 1683 - El Capitán Charles Swan (pirata), a  cargo del corsario Cygnet, es impresionado por fuerzas piratas que circundaban la región. Eventos sucesivos en esta transformación como pirata, le da su nombre epónimo a la isla.[15]
- ∼1803 - reconocida por el Capitán Owen, destacado marino e hidrógrafo del servicio de cartografía marina, de las cartas marinas del Instituto Hidrográfico de Greenwich, bajo orden de almirantazgo. En su recorrido a las Indias Orientales a cargo de Sean Flower. [16][17]
- 1865 - Derrotero de las Islas Antillas y de las costas orientales de América, la emplea como un punto de referencia de la navegación proveniente del Noreste, las Antillas. [17]
- 1857 - Reclamada por John Valentine White de Atlantic and Pacific Guano Company por la Ley de Islas Guaneras.
- The New York Guano Co. fue el primero en obtener licencia de colecta y venta de guano.[18]
- 1893 - fueron reclamadas por el capitán Alonzo Adams de Mobile (Alabama).
- 1904 - Arrendada posteriormente por United Fruit Company.
- 1938 - Control de los Estados Unidos sobre la isla.
- 1971 - Estados Unidos abandonó su reclamo bajo la Ley de Islas Guaneras. Se firmó el Tratado de las islas del Cisne entre EE.UU. y Honduras el 22 de noviembre de 1971 por el cual Honduras ejercería la soberanía definitivamente a partir del año siguiente.[19]
- 1972 - Soberanía hondureña por el Tratado sobre las Islas del Cisne desde el 1 de septiembre de 1972.
- 1987 - El diario Los Angeles Times informó que la CIA y otras agencias gubernamentales estadounidenses tenían una instalación de entrenamiento encubierta en las islas del Cisne para ayudar a los Contras nicaragüenses.[20] En 1989, el presidente de Honduras, Rafael Leonardo Callejas, declaró la isla refugio de vida silvestre protegido.
- 1998 - el huracán Mitch atravesó la zona con vientos de 290 km/h.[21]
- 2023 - la presidenta de Honduras, Xiomara Castro, anunció planes para construir una prisión aislada en la isla con capacidad para hasta 2.000 líderes de pandillas.[22]

### Historia de la disputa territorial
La isla fue usada en la navegación marítima desde las Antillas Españolas y las Indias Occidentales Británicas, hacía el Imperio español en América o Reinos de Indias y a la Costa de los Mosquitos.
Los Estados Unidos reclamaban la Islas del Cisne en la Ley de Islas Guaneras (observar Lista de reclamos de islas guaneras), bajo la argumentación de tomar posesión sobre un territorio que no estuviese ocupadas o estuviesen bajo la jurisdicción de otros países. Territorios que pretendían constituirse como una área insular de Estados Unidos, territorios no incorporados de los Estados Unidos o Islas Ultramarinas Menores de los Estados Unidos.
Honduras reclamaba la isla como territorio hondureño heredada de su historia colonial y de su territorio marítimo a los Estados Unidos. El reclamo fue ejercido diplomáticamente y acontecieron reclamaciones ciudadanas a la isla. Los estadounidenses desistieron de su reclamo de soberanía en el año 1972, reconociendo la soberanía hondureña sobre el territorio, mediante el  Tratado de las islas del Cisne, con canjes de notas fechados el 10, 18 y el 22 de noviembre de 1971; firmado el 22 de noviembre en San Pedro Sula; registrada por los Estados Unidos de América el 29 de diciembre de 1972, entre:
- El ministro de Relaciones Exteriores de Honduras, Andrés Alvarado Puerto, el presidente de la República de Honduras, Ramón Ernesto Cruz
- El embajador de los Estados Unidos, Hewson A. Ryan y el enviado especial y consejero del Presidente Richard Nixon, Robert H. Finch.[23]

## Toponimia
- Nombres Epónimos

La isla ha sido visitada por personalidades que han dejado su huella en la denominación de la isla.
- Isla Santamilla o S. Millán, probablemente se deba a la visita del Capitán D. Pedro de San Millán.
- Islas del Cisne [en ingles, Swan Islands], probablemente se deba a la visita del Capitán Charles Swan (pirata).

- Nombres conmemorativos

Se la ha descrito como Isla Santa Ana, a lo cual se le atribuye por la celebración del día de santa Ana en el hipotético día de descubrimiento, un 26 de julio.

## Administración
La isla político-administrativamente se ha integrado al departamento de Gracias a Dios, aunque debido a la capacidad de control administrativo por accesibilidad marítima, ha sido ejercida por el departamento de Islas de la Bahía. Geográficamente existen consideraciones administrativas:
- Limites del Golfo: No se ha establecido los limites del Golfo de Honduras por la autoridad competente la Organización Hidrográfica Internacional, aunque bajo su forma expansiva de Cabo Catoche a Cabo Gracias a Dios, quedaría establecida fuera del golfo de Honduras, por lo que si consideramos que Islas de la Bahía como el sistema de islas con relación interna al Golfo, Islas del Cisne quedaría fuera de este conjunto, junto a los Cayos Misquitos.
- Proximidad Geográfica: Tiene mayor proximidad a Gracias a Dios, en particular la menor distancia se alcanza en Barra Patuca [Punta Patuca] (antiguamente también denominado Rio Bravo).
- Meridiano: Se encuentra al este del meridiano 85°, del cual nace el departamento de Gracias a Dios hacia el este, pero en su creación no se menciona las Islas del Cisne.

## Infraestructura física e instalaciones
- Infraestructura física
  - Isla Cisne Mayor o Grande
    - Aeropuerto de las Islas del Cisne
    - Puerto marítimo
    - Base naval o apostadero naval de las Fuerzas Armadas en Islas del Cisne. (resguardo territorial y marítimo).

- Instalaciones
  - Isla Cisne Mayor o Grande
    - Estación meteorológica
    - Torres de Radio.
    - Mina de guano antigua.

## Investigaciones Científicas

### Investigación científica en la isla

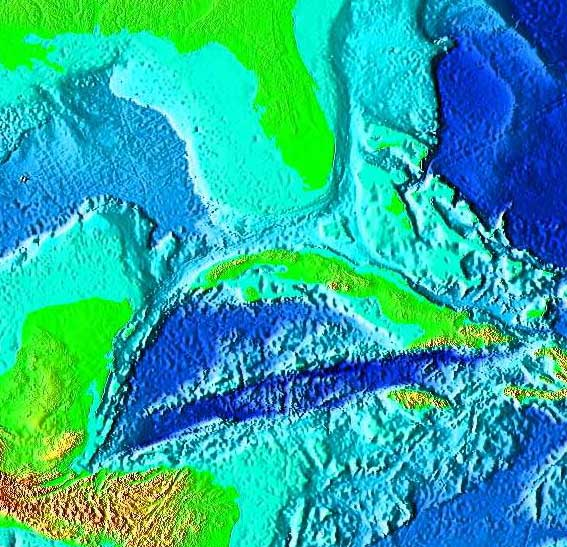
Imagen en falso color de la fosa de Caimán, creada a partir de bases de datos digitales de elevaciones del fondo marino y de la tierra.

- Investigación biológica y ecológica

Su ecosistema se encuentra estrechamente relacionada con las de las Antillas Mayores y con el ecosistema marítimo de Islas de la Bahía. 
En años recientes, las islas del Cisne han tomado relevancia gracias a la investigación realizada por el biólogo hondureño Germer, puede encontrar su investigación en el documental Un día en las islas del cisne
- Investigación geológica

Se encuentra situada sobre la línea de falla geológica, de dinámica tectónica tipo falla transformante, denominada Swan Islands Transform Fault (falla activa entre las placas tectónicas continentales de placa del Caribe y la placa Norteamericana), misma que se extiende desde el Mid-Cayman Rise (borde divergente) en la fosa de Bartlett (fosas oceánicas) hasta tocar la superficie continental de América central, particularmente de Guatemala, continuando la falla como falla de Motagua y la falla de Chixoy-Polochic. Es una región de falla activa, por lo que es una zona de desarrollo de terremotos, del tipo terremotos interplaca. 
Terremotos relacionados:

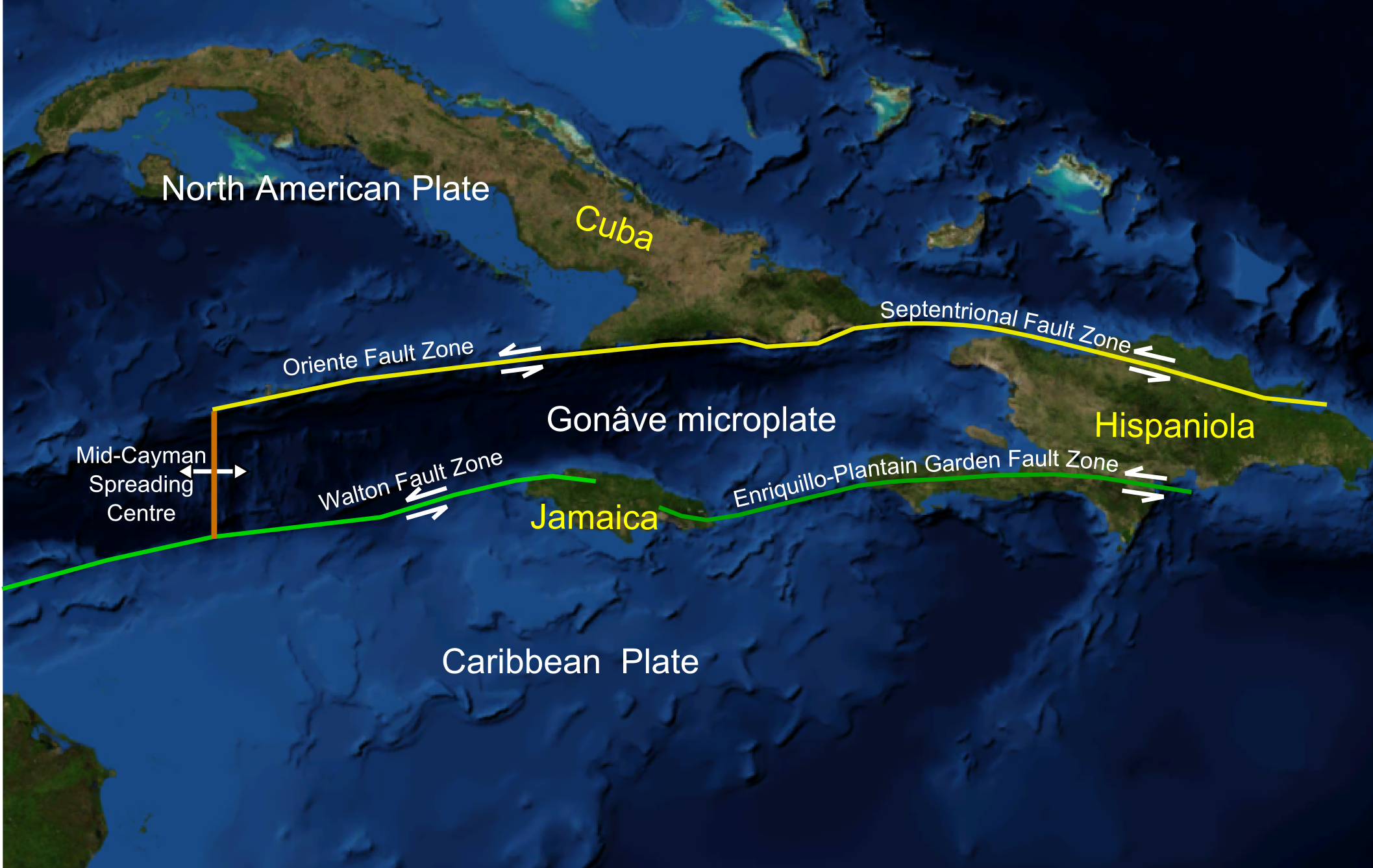
Centro de expansión de Caimán Medio como parte de la depresión, en el borde occidental de la microplaca de Gonâve

- Terremoto en Honduras de 2008 (magnitud 5.9) [25]
- Terremoto en Honduras de 2009 (7.3 en potencia de Magnitud de Momento)
- Terremoto en Honduras de 2016 (5.3 en escala de Richter)
- Terremoto de Honduras de 2018 (8.0 en escala de Richter). Este desencadeno microsismos en Costa Rica.[26]
- Terremoto en Honduras de 2022 (5.0 en escala de Richter)[27]
- Terremoto en Honduras de 2022 (3.9 en escala de Richter)[28]
- Terremoto en Honduras de 2023 (4.8 en escala de Richter)[29]
- Terremoto en Honduras 2025 (7.3 en escala Ritcher).[30]
- Otros se identifican en este mapa sísmico

## Conservación

### Parque Nacional Marino

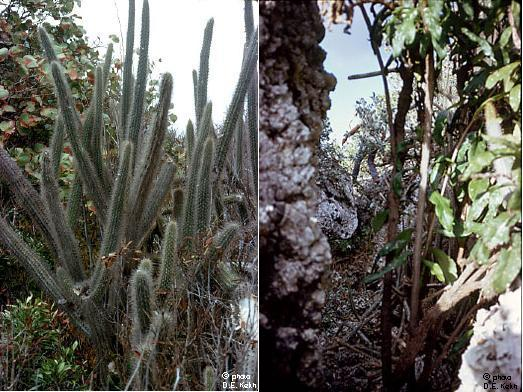
Vegetación de las islas

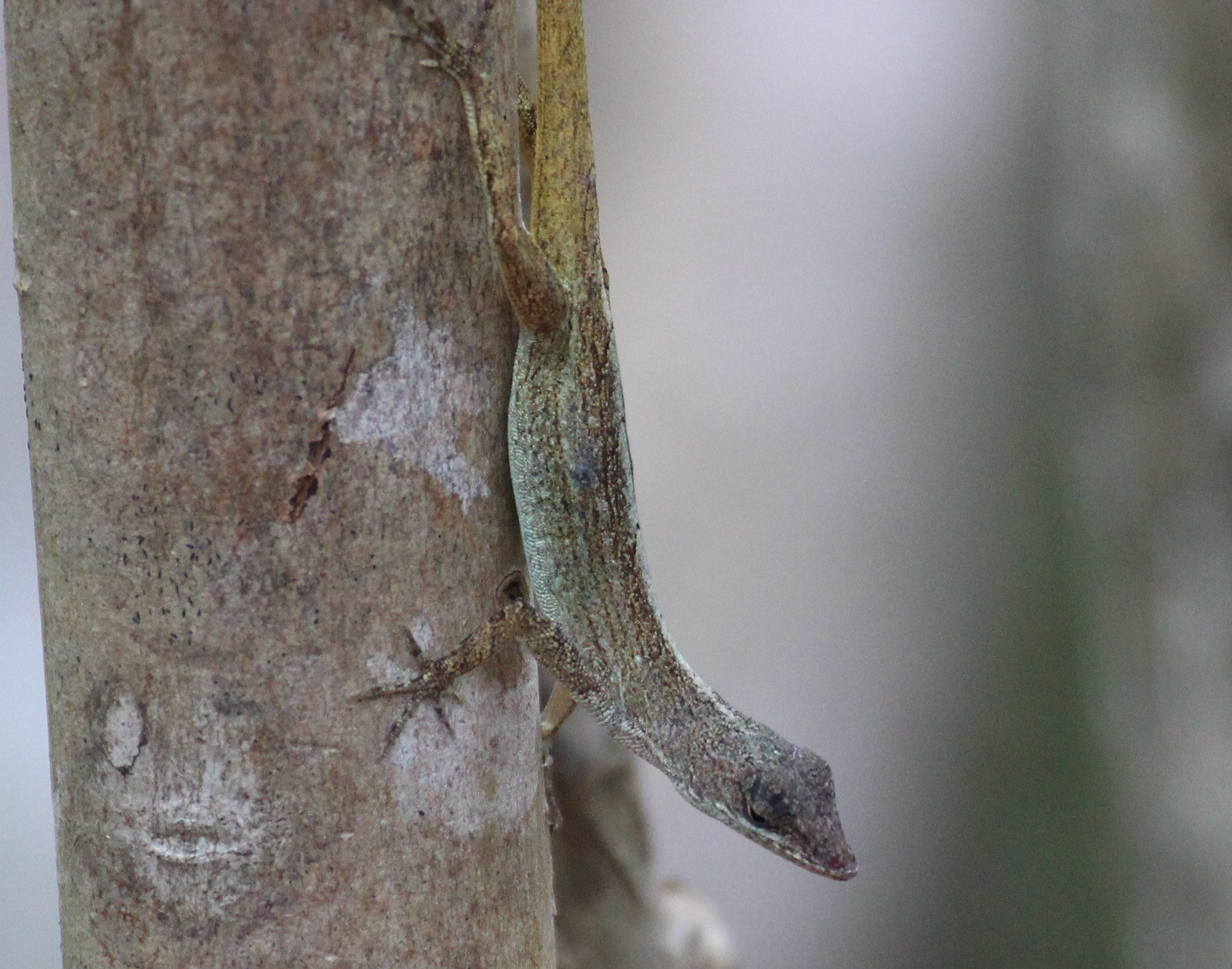
Anolis nelsoni

Las Islas del Cisne es un ecosistema hondureño, área protegida en grado de Parque Nacional Marino Abogado Agustín Córdova Rodríguez desde 1991, cambiado de denominación de forma conmemorativa en 1994 para el abogado Agustín Córdova Rodríguez. Forma parte del Sistema Arrecifal Mesoamericano (el segundo más importante del mundo, después de Gran Barrera de Coral en Australia).
Número de especies aproximada
- Cnidarios/Coral del tipo Anthozoa 55 (2 Crítico, 2 Peligro, 6 Vulnerable)
- Cnidarios/Coral del tipo Hydrozoa 2
- Selachimorpha/tiburones y Rajiformes/rayas 33 (12 Crítico, 3 Peligro, 5 Vulnerable)
- Neornithes/pájaros 19
- Mammalia/mamíferos 27 (3 Crítico, 2 Vulnerable)

El área protegida fue definida en un polígono que conforma una figura geométrica de triángulo escaleno.
- Polígono de área protegida 
  - 1: 17°21'00.0"N 84°15'00.0"W
  - 2: 17°21'00.0"N 83°42'00.0"W
  - 3: 17°30'00.0"N 83°50'00.0"W

- Programas de conservación

Organizaciones ambientales que tienen definida esta zona sub-contenida como área de operación Fondo Mundial para la Naturaleza (WWF) y The Nature Conservancy (TNC) presentes en la protección del Sistema Arrecifal Mesoamericano (SAM). 

## Radio Swan

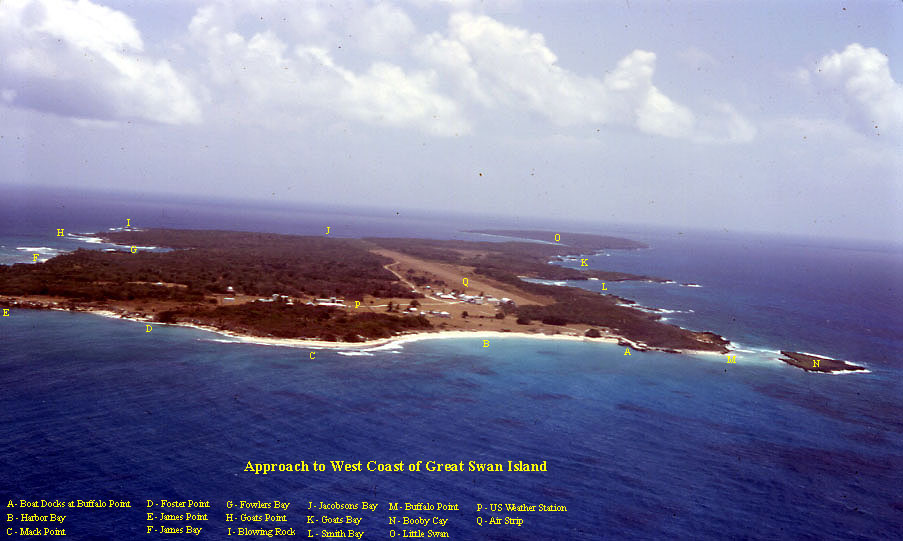
Islas del Cisne, donde se estableció la radio.

En este territorio se estableció una radio pirata de la CIA que emitió propaganda contra el gobierno de Fidel Castro durante casi de 30 años en el marco de operación Sinsonte, bajo el control de David Atlee Phillips.
El explorador hondureño Germer realiza una excelente reseña histórica del archipiélago de islas del Cisne en donde profundiza de la conspiración norteamericana y la radio Swan. El documental completo llamado Historia de las islas del Cisne se encuentra cargado en YouTube a partir de material de archivo.